# جميل هلال
جميل هلال (1940-) باحث اجتماعي وكاتب فلسطيني ومحاضر جامعي متخصص في علم الاجتماع السياسي، ولد في بيت لحم وحاصل على شهادة البكالوريس في علم الاجتماع والفلسفة من جامعة Hull University في بريطانيا عام 1963، وعلى شهادة الماجستير في علم الاجتماع وعلم الإنسان من جامعة درهام وعمل كمحاضر فيها، ثم محاضرًا في مركز الدراسات الحضرية في جامعة لندن حتى العام 1972، نشر العديد من الكتب والمقالات والمؤلفات عن المجتمع الفلسطيني، والصراع العربي - الإسرائيلي، وقضايا الشرق الأوسط.

## حياته العملية
- كان عضو ناشطاً في الجبهة الديمقراطية لتحرير فلسطين خلال (1973-1991)، وتم تعيينه كرئيس لمركز المعلومات التابع للجبهة عام 1975.
- كان عضو في هيئة تحرير المجلة الأسبوعية العربية الحرية خلال (1973-1987).
- كان عضو في الاتحاد العام للكتاب والصحافيين الفلسطينيين منذ عام 1974.
- عضو مستقل في المجلس الوطني الفلسطيني منذ عام 1983.
- شغل منصب السكرتير الإقليمي للشرق الأوسط لمنظمة الصحافيين الدوليين خلال (1983-1988).
- عين كمدير لدائرة المعارف لمنظمة التحرير الفلسطينية خلال(1988-1993).
- عمل كرئيس تحرير النشرة الفصلية العربية الفكر الديمقراطي خلال (1988-1991).
- عمل مستشار في وزارة العمل الفلسطينية في رام الله خلال (1996-1997).
- باحث اساسي في مركز دراسات المرأة في جامعة بيرزيت منذ عام 1998 ومعهد القانون منذ عام 2001.

## أعماله
لدى جميل هلال العديد من المؤلفات:
1. النظام السياسي الفلسطيني بعد اسلو.
2. تشكيل النخبة الفلسطينية .
3. الطبقة الوسطى الفلسطينية .
4. العمل على الفقر.
5. تحرير كتاب Where Now for Palestine: The Demise of the Two-State Solution (Z Books, 2007)
6. كما ساهم مع إيلان بابيه في تحرير: Across the Wall (I.B. Tauris, 2010).